# Donji Hasić
Donji Hasić är en ort i Bosnien och Hercegovina.   Den ligger i entiteten Republika Srpska, i den nordöstra delen av landet, 130 km norr om huvudstaden Sarajevo. Donji Hasić ligger 84 meter över havet och antalet invånare är 379.
Terrängen runt Donji Hasić är mycket platt.Närmaste större samhälle är Gradačac, 16,7 km söder om Donji Hasić.
Trakten runt Donji Hasić består till största delen av jordbruksmark. Runt Donji Hasić är det ganska tätbefolkat, med 67 invånare per kvadratkilometer.